# Testamento final
Testamento final (título 
original en inglés; Testament)  es una película dramática de 1983 basada en una historia de tres páginas titulada "El último testamento" de Carol Amen (1933-1987), dirigida por Lynne Littman y escrita por John Sacret Young. La película cuenta la historia de cómo un pequeño pueblo suburbano cerca del área de la Bahía de San Francisco se desmorona lentamente después de que una guerra nuclear destruye la civilización exterior.
Producido originalmente para la serie American Playhouse de PBS , Paramount Pictures lo estrenó en cines (aunque PBS lo transmitió posteriormente un año después). El reparto incluye a Jane Alexander , William Devane  y Leon Ames y en pequeños papeles poco antes de su ascenso al estrellato, Kevin Costner y Rebecca De Mornay. Alexander fue nominada al Premio Oscar a la Mejor Actriz por su actuación.

## Sinopsis
La familia Wetherly, formada por Tom (William Devane), su esposa Carol (Jane Alexander) y sus tres hijos, Brad (Ross Harris), Mary Liz (Roxana Zal) y Scottie (Lukas Haas), viven en el suburbio de Hamelin, California, a 90 minutos en coche de San Francisco, que es donde trabaja Tom. Una tarde, mientras éste vuelve del trabajo, Carol y sus tres hijos ven en las noticias que Nueva York ha sido destruida por explosiones nucleares. De repente, en un segundo, una luz cegadora se cierne sobre la ciudad, dejando a los vecinos de Hamelin en un estado de caos absoluto. Carol y sus tres hijos permanecen acurrucados en el suelo. Ante el ataque, la familia tendrá que hacer frente a una guerra nuclear que ha acabado por destrozar todo a su paso, incluidas las esperanzas de los vecinos de Hamelin, que pronto empiezan a sufrir las consecuencias de la radiación.

## Reparto
- Jane Alexander como Carol Wetherly
- William Devane como Tom Wetherly
- Ross Harris como Brad Wetherly
- Roxana Zal como Mary Liz Wetherly
- Lukas Haas como Scottie Wetherly
- Philip Anglim como Hollis
- Lilia Skala como Fania
- Leon Ames como Henry Abhart
- Lurene Tuttle como Rosemary Abhart
- Rebecca De Mornay como Cathy Pitkin
- Kevin Costner como Phil Pitkin
- Mako como Mike

## Recepción

### Crítica
Testament recibió críticas positivas de los pocos críticos que tuvieron la oportunidad de verlo. En Rotten Tomatoes, la película tiene un índice de aprobación del 89% según reseñas de 45 críticos.
Roger Ebert, del Chicago Sun-Times, le dio a la película cuatro estrellas de cuatro y se mostró muy entusiasmado con la película. Ebert escribió que la película era poderosa y lo hizo llorar, incluso después de la segunda vez que la vio. Ebert escribió: "La película trata sobre una familia estadounidense de los suburbios y lo que le sucede a esa familia después de una guerra nuclear. No es una película de ciencia ficción, no tiene efectos especiales y no hay grandes escenas de edificios derrumbándose o personas desintegrándose. Ni siquiera vemos una nube en forma de hongo. Ni siquiera sabemos quién empezó la guerra. En cambio, Testament es una tragedia sobre los modales: pregunta cómo debemos actuar unos con otros, cómo pueden mantenerse nuestros valores ante una catástrofe abrumadora.

### Premios y nominaciones
56.ª Edición de los Premios Oscar (1984)
- Mejor actriz  (Jane Alexander) - Nominada

41.ª Globos de Oro (1984)
- Mejor actriz principal - Drama (Jane Alexander) - Nominada

National Board of Review
- Mejores 10 películas del año - Nominada

Asociación de Críticos de Los Ángeles
- Mejor actriz (Jane Alexander) - Nominada